# Highway 404
A Highway 404 é uma rodovia expressa localizada na província de Ontário, Canadá. Ela foi originalmente construída como uma extensão da Don Valley Parkway (DVP). Atualmente, a Highway 404 é uma rodovia provincial, administrada diretamente pela província de Ontário, ao contrário da DVP, que é administrada pela cidade. Essa rodovia conecta Newmarket à região norte de Toronto, incluindo a Highway 401 e a própria Don Valley Parkway.
A Highway 404 desempenha um papel crucial como a principal via de acesso dos subúrbios setentrionais de Toronto ao centro financeiro da cidade. Ela possui entre 3 a 6 faixas por sentido e, como resultado, experimenta um grande volume de tráfego de veículos. Especialmente nas rampas de acesso à Highway 401 e à DVP, ocorrem os maiores congestionamentos da cidade. Vale ressaltar que, na DVP, as 6 faixas provenientes do norte são reduzidas para 3, e ainda assim, a rodovia recebe uma grande quantidade de veículos vindos da Highway 401.